# 阿什卡邁丹村
阿什卡邁丹村（波斯語：‎），是伊朗吉兰省阿姆拉什县中央區北阿姆拉什鄉的村。2006年人口普查顯示該村有69个家庭，人口为219人。